# Pedicularis compacta
Pedicularis compacta är en snyltrotsväxtart som beskrevs av Christian Friedrich Stephan och Carl Ludwig von Willdenow. Pedicularis compacta ingår i släktet spiror, och familjen snyltrotsväxter. Inga underarter finns listade i Catalogue of Life.